# 腓特烈·卡爾 (符騰堡-溫嫩塔爾)
腓特烈·卡爾（德語：Friedrich Karl，1652年9月12日—1697年12月20日），符騰堡-溫嫩塔爾公爵，1677年至1693年擔任符騰堡攝政。

## 家庭
1682年，腓特烈·卡爾和布蘭登堡-安斯巴赫藩侯阿爾布雷希特二世的女兒艾蕾諾爾·朱麗安結婚，兩人共有4子1女：
1. 卡爾·亞歷山大（1684年—1737年）
2. 海因里希·腓特烈（英语：Henry Frederick of Württemberg-Winnental）（1687年—1734年）
3. 馬克西米利安（英语：Maximilian Emanuel of Württemberg-Winnental）（1689年—1709年）
4. 腓特烈·路德維希（英语：Frederick Louis of Württemberg-Winnental）（1690年—1734年）
5. 克莉絲蒂安·夏洛特（1694年—1729年）